# يان هوارد فايندر
يان هوارد فايندر (بالإنجليزية: Jan Howard Finder)‏ (2 مارس 1939، شيكاغو في الولايات المتحدة - 26 فبراير 2013)؛ روائي أمريكي. درس في جامعة إلينوي في إربانا-شامبين.

## روابط خارجية
- يان هوارد فايندر على موقع IMDb (الإنجليزية)